# Il Gesù (Lecce)
Az Il Gesù vagy Santa Maria del Buon Consiglio egy leccei templom. 1575-ben kezdték építeni a jezsuiták. Itt helyezték örök nyugalomra a leccei jezsuiták vezetőjét Bernardino Realino da Carpit, akit később szentté avattak.

## Története
Egy antik görög keleti templom helyén - San Niccolò dei Greci – épült felt Giovanni De Rosis tervei alapján.

## Leírása
A homlokzata a római Il Gesù mintájára készült el. A főhomlokzatot hat pilaszter tagolja. A középső részen áll a portál, amelynek tetején két angyal szobra tartja a jezsuiták címerét. Az oldalsó részeket üres fülkék díszítik. Az emeleti rész kettős sor lizéna tagolja. A két emeletet voluták fogják össze. A homlokzatot egy pelikán szobra díszíti. A templom belsője tágas, gazdagon stukkózott. Az oldalkápolnák a 18. században készültek. A főoltár 1699-ben készült, Giuseppe Cino műve és Jézus körülmetélését ábrázolja. A kórus stallumai a 17. században szállították ide a montescagliosói templomból.